# مرسي (اسم)
مرسي هو اسم علم مذكر من أصل عربي، ومعناه هو من الفعل رسى، ثبت، أقر المرسخ، المثبت، الثابت، الطود، الجبل.

## شخصيات تحمل الاسم
- مرسي الحطاب (ممثل مصري، – 21 نوفمبر 2014)
- مرسي جميل عزيز (15 فبراير 1921 – 9 فبراير 1980)

## وصلات خارجية
- موسوعة السلطان قابوس لأسماء العرب